# Sistema de marcas radiales

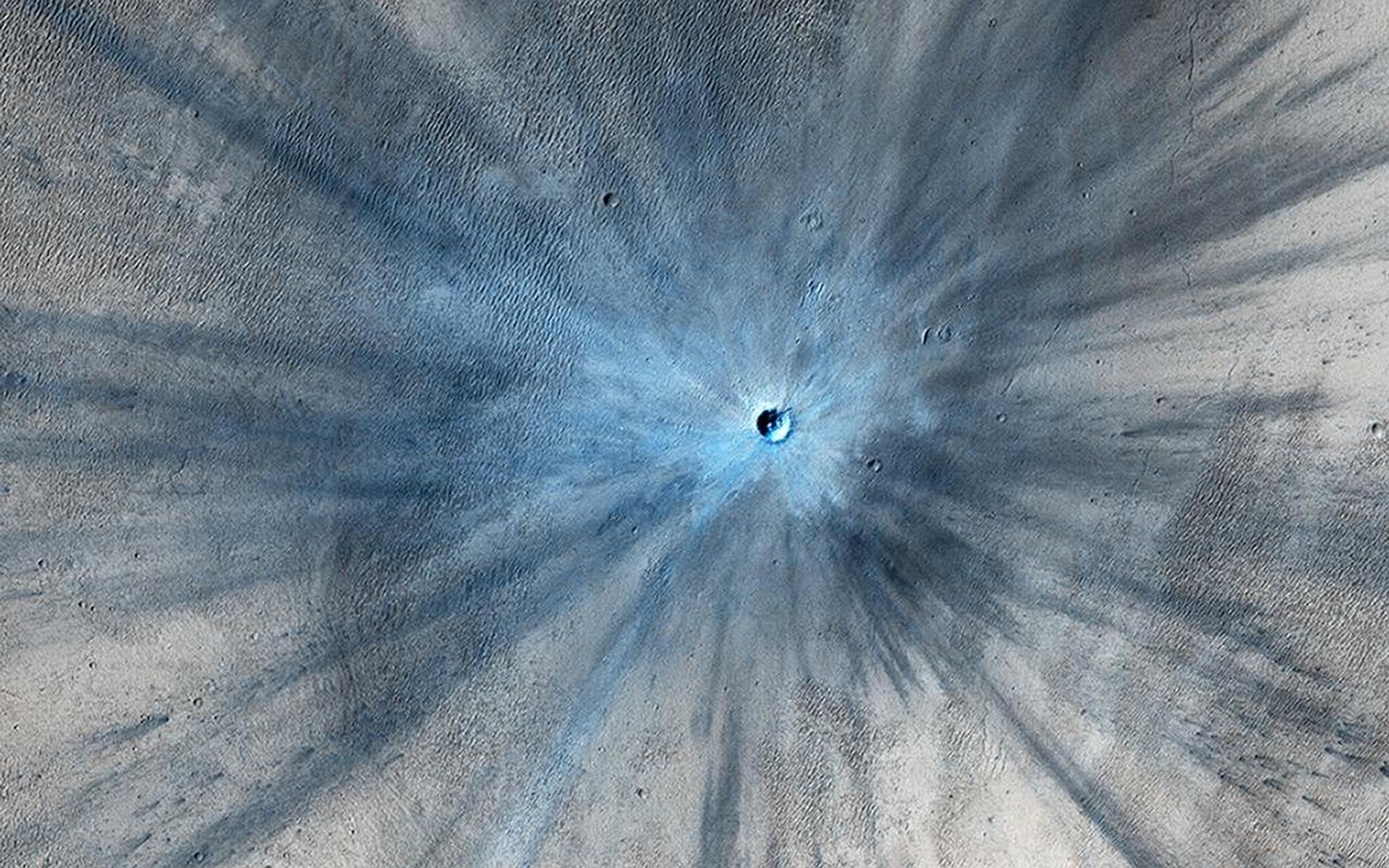
Cráter de impacto reciente sobre Marte, mostrando un sistema radial prominente de materiales eyectados. Este cráter de 30 m de diámetro se formó en algún momento entre julio de 2010 y mayo de 2012 (notificado el 19 de noviembre de 2013).
Coordenadas de Marte:

En astronomía, se denomina sistema de marcas radiales a la disposición que adoptan los materiales eyectados durante la formación de algunos cráteres de impacto, que se asemeja a los radios de una rueda con el cráter en posición central. 

## Descripción

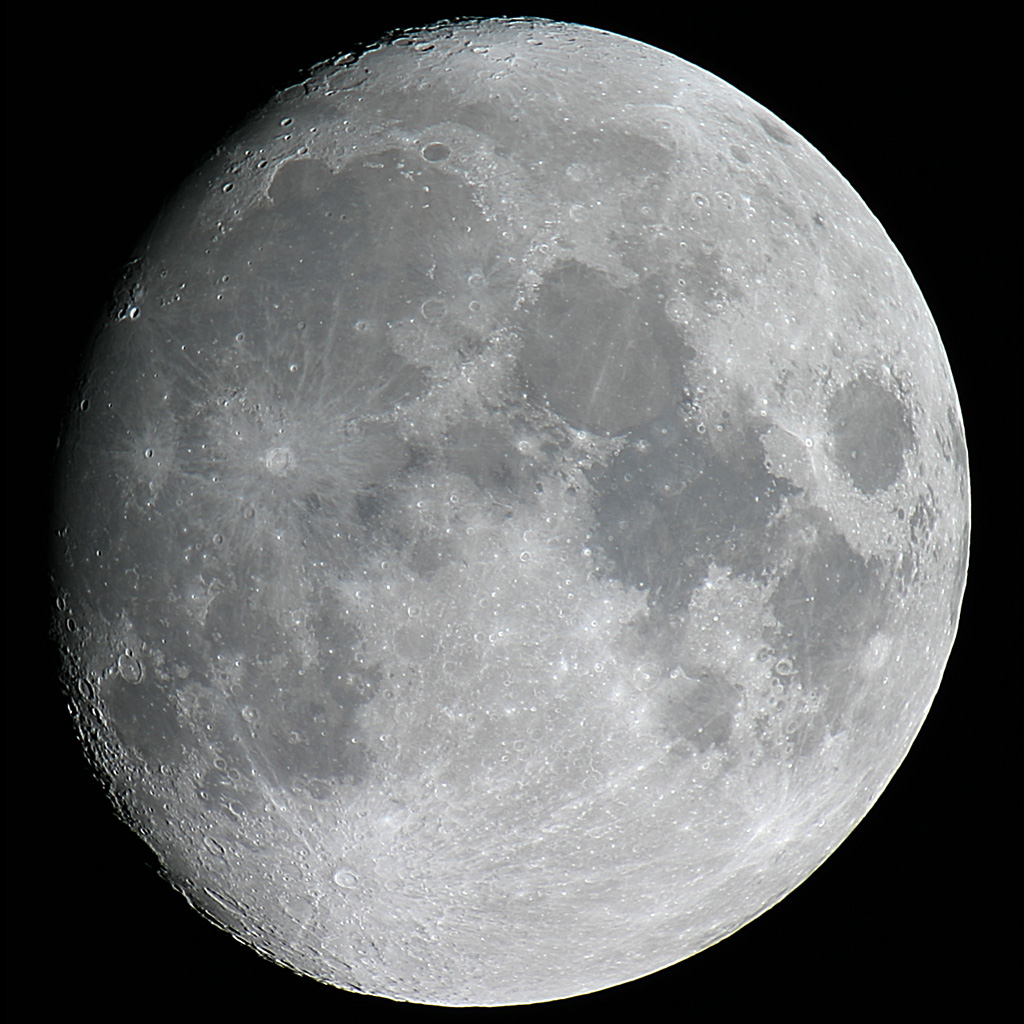
En la parte frontal de la luna son especialmente visibles los grandes sistemas de marcas radiales de los cráteres Tycho (inferior-izquierda) y Copérnico (centro-izquierda)

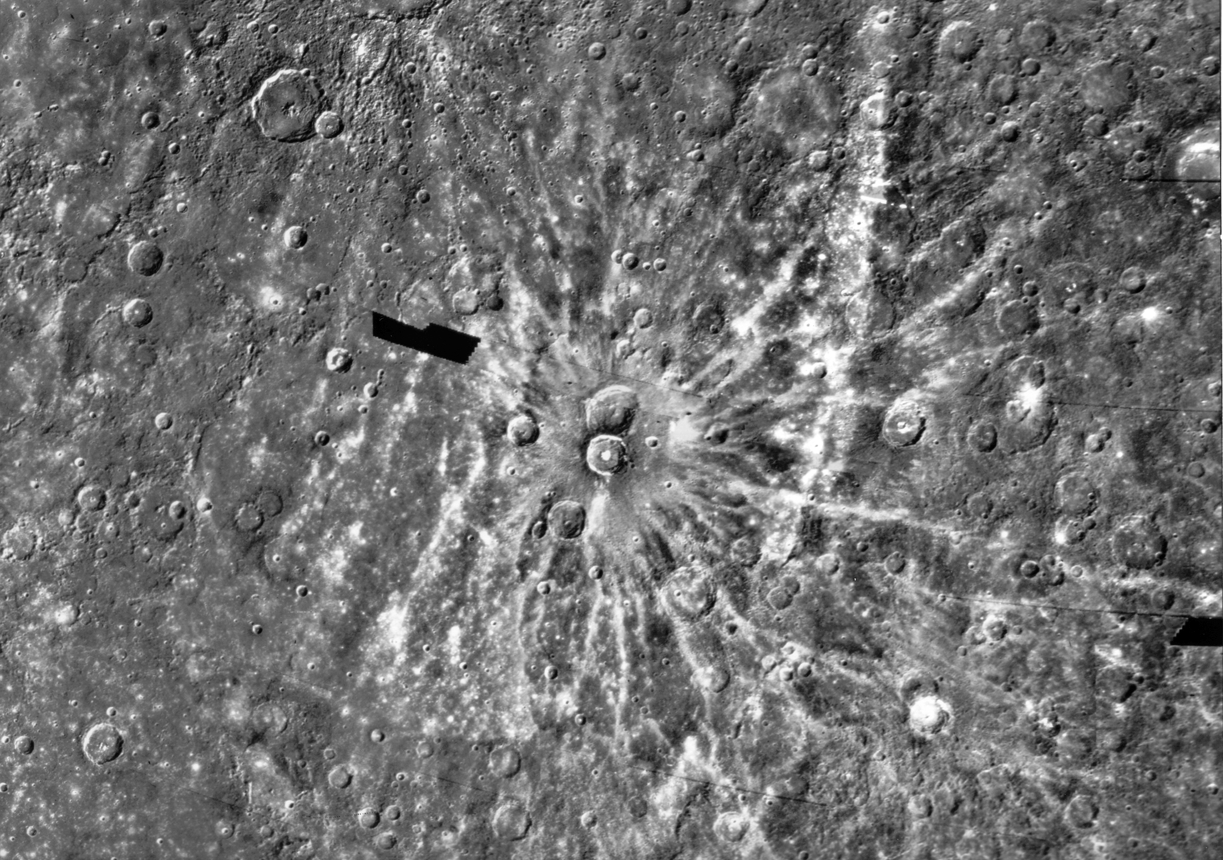
Marcas radiales alrededor del cráter Degas en Mercurio.

En los sistemas de marcas radiales, los rayos que convergen hacia el punto de impacto son notablemente rectilíneos, pueden extenderse en longitudes de hasta varias veces el diámetro del cráter originario, y a menudo están acompañados por pequeños cráteres secundarios formados por los fragmentos más grandes desprendidos en la colisión. Este particular tipo de marcas ha sido identificado en la Luna, en Mercurio, en Marte y en algunas lunas de los planetas exteriores. Originalmente se pensó que sólo podían existir en los planetas o las lunas carentes de atmósfera, pero recientemente también han sido hallados sobre Marte gracias a las imágenes infrarrojas tomadas en órbita por la cámara térmica del Mars Odyssey.
Estos rayos normalmente se pueden observar con luz visible, aunque en algunos casos es necesario emplear longitudes de onda infrarrojas. Los materiales eyectados suelen poseer un grado diferente de reflectividad (albedo) o bien sus propiedades térmicas son distintas que las de la superficie sobre la que se han depositado. Típicamente, los rayos visibles tienen un albedo más alto que la superficie circundante. Más raramente, un impacto puede excavar material de albedo más bajo, como por ejemplo los depósitos basálticos de lava en los maria lunares. Las marcas radiales térmicas situadas sobre la superficie de Marte se detectan con especial claridad por la noche, cuando las pendientes y las sombras no influyen en la energía infrarroja emitida por la superficie del planeta.
El depósito del material de los rayos sobre otros elementos de la superficie puede ser muy útil como indicador de la edad relativa del cráter de impacto, porque con el tiempo diversos procesos tienden a borrar los rayos. En cuerpos carentes de atmósfera como la Luna, la erosión espacial causada por la exposición a los rayos cósmicos y la caída de micrometeoritos, reduce progresivamente la diferencia de albedo entre el material eyectado y el material subyacente. Los micrometeoritos en particular producen un proceso de fundido vítreo en el regolito de la superficie, reduciendo su albedo. Las marcas radiales también pueden ser recubiertas por flujos de lava, o por otros cráteres de impacto o sus materiales ejectados.

## Rayos lunares
Históricamente, la naturaleza física de los rayos lunares ha sido un tema de especulación. Las primeras hipótesis sugirieron que eran depósitos de sal procedentes de la evaporación de agua. Posteriormente se pensó que podrían ser depósitos de ceniza volcánica o vetas de polvo. Finalmente, después de que el origen de impacto de los cráteres fuese aceptado, el astrónomo estadounidense Eugene Shoemaker sugirió durante la década de 1960 que los rayos eran el resultado de los fragmentos del material eyectado en la colisión.
Estudios recientes sugieren que el brillo relativo de un sistema de rayos lunares no es siempre un indicador fiable de la edad de la formación, dado que el albedo también depende de la porción presente de óxido de hierro (FeO). Porciones bajas de FeO dan como resultado materiales más brillantes, por lo que los sistemas de rayos formados a partir de este tipo de materiales pueden retener un aspecto más brillante por periodos de tiempo más largos. En consecuencia, es necesario conocer la composición de los materiales como un factor de importancia para que un análisis de albedo permita determinar la edad de un sistema de marcas determinado.
Entre los cráteres lunares situados en la cara visible con sistemas de rayos pronunciados figuran Aristarco, Copérnico, Kepler, Proclus, Dionysius, Censorinus, Glushko, y Tycho. Sistemas de rayos similares también aparecen en la cara oculta de la Luna, como los sistemas de marcas radiales de los cráteres Giordano Bruno, Necho, Ohm, y el pequeño pero prominente Pierazzo.
Los cráteres North Ray y South Ray, ambos con un sistema de rayos muy marcado, fueron observados desde el suelo lunar por los astronautas del Apolo 16 en 1972.